# Camp de Tarragona
Camp de Tarragona – stacja kolejowa położona na linii wysokich prędkości Madryt – Barcelona. Stacja położona jest na granicy miast Perafort i La Secuita, ok. 8 km na północ od Tarragony, skąd regularnie kursują autobusy miejskie zapewniające połączenie z centrum miasta. Kompleks dworca zajmuje powierzchnię 5,2 ha w tym 8 par torów o rozstawie 1435 mm oraz dwa perony o długości 400 m. Ostateczne zakończenie budowy kolei dużych prędkości łączące Hiszpanię i Francję pociągami AVE i TGV planowane jest na rok 2012.